# Vederdistelgalboorvlieg
De vederdistelgalboorvlieg (Urophora stylata) is een vliegensoort uit de familie van de boorvliegen (Tephritidae). De wetenschappelijke naam van de soort is gepubliceerd in 1775 door Fabricius.

## Kenmerken
Mannetjes meten 5 tot 8 mm, vrouwtjes zijn groter. Ze vormen gallen op de vruchten van de speerdistel (Cirsium vulgare). Ze overwinteren als larven in de gallen; volwassenen verschijnen rond juni en leven twee maanden

## Voorkomen
De oorspronkelijke distributie is Europa. Hij is opzettelijk geïntroduceerd in Brits-Columbia als biologische bestrijding van de speerdistel, die invasief is in Noord-Amerika.